# Trois Milliards d'un coup
Pour plus de détails, voir Fiche technique et Distribution.
Trois Milliards d'un coup (Robbery) est un film britannique réalisé par Peter Yates, sorti en 1967.

## Synopsis
Une bande organisée de malfrats planifie le vol d'un butin transféré dans un train postal.

## Fiche technique
- Titre français : Trois Milliards d'un coup
- Titre original : Robbery
- Réalisation : Peter Yates
- Scénario : Edward Boyd & George Markstein
- Musique : Johnny Keating
- Photographie : Douglas Slocombe
- Montage : Reginald Beck
- Production : Stanley Baker & Michael Deeley
- Société de production : Oakhurst Productions
- Société de distribution : Paramount British Pictures
- Pays de production :  Royaume-Uni
- Langue originale : anglais
- Format : couleur — 35 mm — 1,85:1 — son monophonique
- Genre : policier
- Durée : 114 minutes
- Dates de sortie :
  - Royaume-Uni : 21 septembre 1967 (première à Londres) ; 22 septembre 1967 (sortie nationale)
  - France : 2 février 1968

## Distribution
- Stanley Baker (VF : Jean-Claude Michel) : Paul Clifton
- James Booth (VF : Jacques Deschamps) : l'inspecteur George Langdon
- Barry Foster (VF : Hubert Noël) : Frank
- William Marlowe (VF : Jean-Louis Maury) : Dave Aitken
- Frank Finlay (VF : Maurice Nasil) : Robinson
- Clinton Greyn (VF : Michel Le Royer) : Jack
- Joanna Pettet (VF : Claire Guibert) : Kate Clifton
- George Sewell (VF : Albert Augier) : Ben
- Glynn Edwards (VF : Yves Brainville) : le chef d'escouade
- Michael McStay (VF : Jean Lagache) : Don
- Martin Wyldeck (VF : Serge Nadaud) : le chef comptable
- David Pinner (VF : Jacques Ferrière) : le comptable dans la salle d'information
- Rachel Herbert : la maîtresse d'école
- Patrick Jordan : Freddy
- Barry Stanton (VF : Jacques Marin) : le propriétaire du parking
- Mike Pratt (VF : Serge Sauvion) : Bob, l'informateur (non crédité)

## Distinctions
- Prix du meilleur scénario original de la Writers' Guild of Great Britain.